# Тида, Цутому
Цутому Тида (яп. 千田 務 Тида Цутому, родился 4 октября 1950 в Токио, Япония) — японский мастер боевых искусств, основатель стиля айкидо Рэнсинкай.
Цутому Тида в течение 23 лет был учеником (ути-дэси яп. 内弟子 — ученик, живущий при додзё) основателя айкидо Ёсинкан Годзо Сиоды и достиг 8-го дана Ёсинкан айкидо и звания Сихан.

## Биография
- В 1969 году вступил в школу айкидо Ёсинкан
- В 1971 году стал ути-дэси Годзо Сиоды в Хомбу додзё (штаб-квартире) школы Ёсинкан.
- В 1987 году занял должность инструктора Хомбу додзё Ёсинкан.
- В 1988 году стал инструктором по Ёсинкан айкидо Полицейской академии Большого Токио.
- В 1993 году ему был присвоен Годзо Сиодой 8-й дан.
- В 2002 году стал главой (яп. 道場長 до:дзё-тё:) Хомбу додзё Ёсинкан.
- В декабре 2007 года, после смены руководства в организации Ёсинкан, вышел в отставку с должности Главного инструктора Хомбу додзё Ёсинкан.
- В апреле 2008 года Цутому Тида занял пост главного инструктора (яп. 最高師範 сайко: сихан) созданной им некоммерческой организации айкидо Рэнсинкай.
- В апреле 2008 года получил специальную награду от Полицейской академии Большого Токио.[1]
- В сентябре-октябре 2008 года и в апреле-мае 2009 года Цутому Тида провёл два семинара, соответственно, в Москве[2] и на Дальнем Востоке России.[3]
- В мае 2010 года Цутому Тида провёл семинар айкидо в Киеве.
- В мае 2012 года Цутому Тида провёл семинар айкидо в Москве.
- В феврале 2017 года Цутому Тида провёл семинар айкидо в Калужской области и Москве.
- В мае 2017 года Цутому Тида принял титул Сокэ Рэнсинкай айкидо.
- В мае 2018 года Цутому Тида провёл семинар айкидо в Петропавловске-Камчатском.